# Acidiostigma sonani
Acidiostigma sonani är en tvåvingeart som först beskrevs av Tokuichi Shiraki 1933.  Acidiostigma sonani ingår i släktet Acidiostigma och familjen borrflugor.
Artens utbredningsområde är Taiwan. Inga underarter finns listade i Catalogue of Life.